# Брус (Мисисипи)
Брус (енгл. Bruce) град је у америчкој савезној држави Мисисипи.

## Демографија
По попису из 2010. године број становника је 1.939, што је 158 (-7,5%) становника мање него 2000. године.
| Група             | 2000.         | 2010.       |
| Белци             | 1.115 (53,2%) | 938 (48,4%) |
| Афроамериканци    | 930 (44,3%)   | 915 (47,2%) |
| Азијати           | 0 (0,0%)      | 3 (0,2%)    |
| Хиспаноамериканци | 25 (1,2%)     | 64 (3,3%)   |
| Укупно            | 2.097         | 1.939       |